# 大塚同庵
大塚 同庵（おおつか どうあん、寛政7年（1795年） - 安政2年5月30日（1855年7月13日））は江戸時代の蘭学者。砲術指南を専門にしていた。

## 略歴・人物
1795年（寛政7年）、幕臣の子として江戸に生まれる。江戸で医学を大槻磐里（玄幹）に、長崎で蘭学・西洋医学を楢林宗建にそれぞれ師事し、1833年（天保4年）に江戸・本所小梅町で医院を開業。また、この間、1826年（文政9年）にはシーボルトの江戸参府に際して7代目市川団十郎に引き合わせている。
1839年（天保10年）の蛮社の獄においては、渡辺崋山との親交もあり、押込めの処分を受けた。また、高島秋帆の西洋銃隊演習の参観を機に関心を持った西洋砲術を下曾根信敦に師事し、1846年（弘化3年）には江戸・下谷三味線堀にて砲術指南を開始した。1855年（安政2年）5月30日死去、享年61歳。法号は節巌道綱居士。
名は「勝蔵」（または「庵」、通称「八郎」）、以後、「同庵」（医者開業後に称す）、「蜂郎」（砲術指南開始後に改名、併せて号を「瑪蜂」）と変遷した。また別名として「蜂良」、別号として「星臨堂」がある。
川原慶賀と交流、蘭画も能くした。弟子に大槻磐渓、林八千雄、西村茂樹らがいる。

## 著作
- 『気海観瀾』青地林宗述、篠田元順校 文政10年（1827年）序
- 『夷警雑録』
- 『異船防禦建白書』
- 『遠西砲術略』 弘化3年（1846年）刊[1]。
- 『嘉永己酉大屋同庵上書』 嘉永2年（1849年）刊
- 『嘉永庚戌大屋同庵上書』 嘉永3年（1850年）刊
- 『熕砲射擲表訳』 嘉永6年（1853年）刊
- 『粧台間具』
- 『東西銃炮論』
- 『和蘭官軍抜隊竜学校全書訳』 安政3年（1856年）刊[1]。
- 『銃薬起原考』
- 『瑪蜂崎奥雑記』
- 『瑪蜂随筆』
- 『蘭訳四十八引』

## 関連文献
- 佐藤昌介 『洋学史研究序説 -洋学と封建権力』 岩波書店、1964年。
- 佐藤栄七編 『日本洋学編年史』 錦正社、1965年。
- 呉秀三 『シーボルト先生その生涯と功業三』 平凡社、東洋文庫、1968年。